# Lehndorff
Lehndorff – wschodniopruska rodzina arystokratyczna związana ze Sztynortem.
- Heinrich von Lehndorff – niemiecki arystokrata i oficer, zaangażowany w zamach na Hitlera
- Ahasver von Lehndorff – pułkownik, szambelan Jana Kazimierza, starosta Szaków, generał duński
- Veruschka von Lehndorff – niemiecka aktorka, fotomodelka, artystka malarka i fotograf